# Halenia recurva
Halenia recurva är en gentianaväxtart som först beskrevs av James Edward Smith, och fick sitt nu gällande namn av Allen. Halenia recurva ingår i släktet Halenia och familjen gentianaväxter. Inga underarter finns listade i Catalogue of Life.